# 廣江角
69°22′S 39°44′E / 69.367°S 39.733°E
廣江角，是南極洲的海岬，位於毛德皇后地的哈拉爾王子海岸，處於廣江山西南面2.4公里的布雷德沃格灣南端，根據挪威探險隊拍攝的空中照片繪入地圖，現時由南極條約體系管理。

## 外部連結
- . . United States Geological Survey.   [2012-06-18].
- 本条目引用的公有领域材料来自美国地质调查局的文档《廣江角》 （資料來自地名信息系统）。